# Manfred Ebert (Fußballspieler)
Manfred Ebert (* 6. Dezember 1935; † 24. Dezember 2003) war ein deutscher Fußballspieler.

## Karriere

### Verein
Ebert spielte bis 1957 beim 1. FC Saarbrücken, der Stürmer erzielte in fünf Spielzeiten 24 Ligatore, bei 30 Einsätzen. Anschließend wechselte innerhalb der Oberliga Südwest zum FV Speyer.

### Nationalmannschaft
Während seiner Zeit beim 1. FC Saarbrücken absolvierte Ebert zwei Spiele für die saarländische Nationalmannschaft, die von Trainer Helmut Schön betreut wurde. Sein erstes Spiel absolvierte er am 1. Mai 1956 gegen die Schweiz. (Endstand 1:1) Sein zweites Spiel, einen Monat später endet 0:0 gegen die B-Auswahl Portugals. Beide Spiele fanden im heimischen Saarbrücken statt. Im letzten Spiel der saarländischen Nationalmannschaft fand Ebert keine Berücksichtigung mehr.